# Ống lượn gần
Ống lượn gần là một đoạn của nephron trong thận, bắt đầu từ cực thận của bao Bowman đến đầu quai Henlé. Có thể phân chia thêm thành ống lượn gần xoắn (PCT) và ống lượn gần thẳng (PST).

## Chức năng

### Tái hấp thu
Ống lượn gần điều hòa hiệu quả pH dịch lọc bằng cách trao đổi ion hydro trong khoảng kẽ với ion bicacbonat trong dịch lọc, và bài tiết các axit hữu cơ như creatinine và các base khác vào dịch lọc.
Dịch lọc trong ống lượn gần xoắn được tái hấp thu vào mao mạch quanh ống. Hiện tượng này diễn ra nhờ vận truyển natri từ lòng ống vào máu bằng kênh Na+/K+ ATPase ở màng đáy của tế bào nội mô ống thận.
Tái hấp thu natri được thực hiện nhờ  ATPase loại P P. 60-70% lượng natri lọc ra được tái hấp thu ở ống lượng gần qua vận chuyển tích cực, đồng vận chuyển và  khuếch tán. Vận chuyển tích cực chủ yếu thực hiện qua kênh đối vận NHE3. Vận chuyển qua gian bào góp phần tăng hiệu quả vận chuyển và quyết định bởi lượng oxy sử dụng trên mỗi ion Na+ được tái hấp thu, do đó đóng vai trò duy trì thằng bằng oxy nội môi trong thận.

### Bài tiết
Xem thêm: Bảng thuốc được bài tiết qua thận.
Nhiều loại thuốc được bài tiết qua ống lượn gần.
Phần lớn amoni bài tiết ra nước tiểu được tạo thành ở ống lượn gần qua phân giải glutamine thành alpha-ketoglutarat. Quá trình này gồm hai bước, mỗi bước sẽ giải phóng một ion amoni: chuyển glutamine thành glutamat và chuyển glutamat thành alpha-ketoglutarat. Alpha-ketoglutarat tạo ra trong quá trình này sẽ được phân giải thành hai ion bicacbonat  rồi sẽ được bơm qua mặt trong của tế bào ống lượn bằng đồng vận chuyển với ion natri.